# Louis Jaurès
Pour les autres membres de la famille, voir Jaurès.
 (juin 2018).
Marie Paul Louis Jaurès, né le 18 août 1860 à Castres (Tarn) et mort le 30 octobre 1937 à Paris, est un officier de marine français.
Il est en outre le frère cadet de Jean Jaurès (1859-1914).

## Biographie
Né le 18 août 1860 à Castres, Louis Jaurès de brillantes études au collège de Castres et entre en 1876 à l'École navale, Enseigne de vaisseau en 1881, puis lieutenant de vaisseau en 1885, il  participe, en 1888, aux essais du premier sous-marin français, le Gymnote.
Capitaine de frégate et commandant du croiseur Galilée, il est envoyé en 1903 au cap Juby pour secourir les marins du yacht la Frasquita abandonnés par l'industriel Jacques Lebaudy.
Devenu fou, ce dernier s'était proclamé « Empereur du Sahara » sous le nom de Jacques Ier, puis avait abandonné ces cinq marins qui se retrouvèrent captifs dans une forteresse. Il réussit sa mission : les marins sont libérés, sains et saufs.

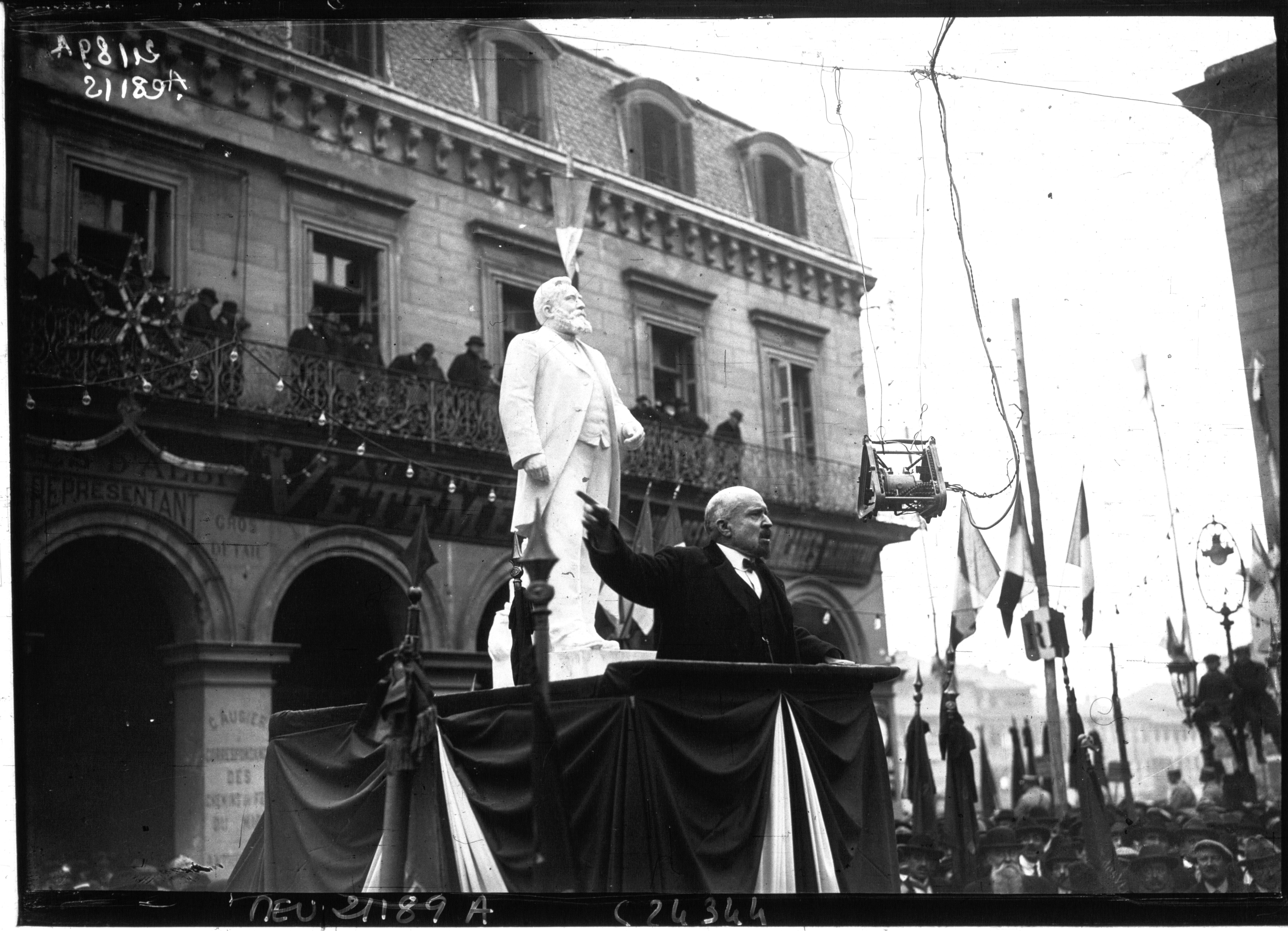
Louis Jaurès lors du dévoilement de la statue de son frère place Jean-Jaurès à Castres en 1925.

Il prend ensuite le commandement de la Gloire. Promu capitaine de vaisseau, il devient le 7 novembre 1910 commandant du cuirassé Liberté. Il est mis en cause en 1911 lorsque le Liberté est détruit par une explosion accidentelle en rade de Toulon, violemment attaqué par la presse de droite. Il est acquitté à l'unanimité par le Conseil de guerre. 
Pendant la Première Guerre mondiale, il est contre-amiral en 1914, il commanda la division cuirassée des Dardanelles, puis, en 1916 et 1917, la division légère de l'Afrique occidentale française chargée de protéger les transports de troupes australiennes et néo-zélandaises. Vice-amiral en 1917, il est préfet maritime de Cherbourg de 1917 à 1918 et reçoit à ce titre, du président des États-Unis, la Distinguished Service Medal. Membre du Conseil supérieur de la marine, Louis Jaurès est admis en cadre de réserve en 1922.
Aux élections législatives de 1924, il se présente dans la 2e circonscription du département de la Seine, sur une liste du cartel des gauches qui, obtenant 50 270 voix eut trois élus : Léon Blum, Maurice Dejeante et Louis Jaurès, devenant ainsi député républicain-socialiste à l'âge de 63 ans.
En 1925, il prend la parole aux côtés du président du Conseil, le radical Édouard Herriot pour inaugurer à Castres la statue de Jean Jaurès sur la place éponyme, œuvre de Gabriel Pech.
Louis Jaurès est inhumé au cimetière Saint-Roch de Castres, près de sa mère.

## Décorations
- Grand officier de la Légion d'honneur par décret du 30 janvier 1921
  -  Commandeur de la Légion d'honneur par décret du 10 juillet 1917
  -  Officier de la Légion d'honneur par décret du 3 février 1903
  -  Chevalier de la Légion d'honneur par décret du 1er septembre 1890
- Médaille commémorative de Madagascar
- Army Distinguished Service Medal
- Ordre de l'Osmaniye
- Ordre de Sainte-Anne
- Ordre d'Aviz